# Jogos Desportivos Centro-Americanos de 2010
Os IX Jogos Desportivos Centro-Americanos aconteceram em várias cidades do Panamá e de El Salvador.

## Modalidades
- Atletismo
- Beisebol
- Basquetebol
- Boxe
- Ciclismo
- Esgrima
- Fisiculturismo
- Ginástica
- Halterofilismo
- Handebol
- Hipismo
- Judô
- Karatê
- Natação
- Pólo Aquático
- Raquetebol
- Remo
- Softbol
- Taekwondo
- Tênis de Mesa
- Tiro com Arco
- Triatlo
- Vôlei
- Wrestling

## Participantes
- Belize
- Costa Rica
- El Salvador
- Honduras
- Nicarágua
- Panamá

## Quadro de Medalhas
| Ordem | País            | Medalha de ouro | Medalha de prata | Medalha de bronze | Total |
| ----- | --------------- | --------------- | ---------------- | ----------------- | ----- |
| 1     | ESA El Salvador | 124             | 64               | 65                | 253   |
| 2     | CRC Costa Rica  | 66              | 72               | 69                | 207   |
| 3     | PAN Panama      | 58              | 78               | 75                | 211   |
| 4     | NIC Nicarágua   | 24              | 44               | 79                | 147   |
| 5     | HON Honduras    | 20              | 36               | 54                | 110   |
| 6     | BLZ Belize      | 4               | 3                | 1                 | 8     |
| Total | Total           | 296             | 297              | 343               | 936   |